# Anthony Babington
Pour les articles homonymes, voir Babington.
Anthony Babington, né le 24 octobre 1561 à Dethick (Derbyshire) et mort exécuté le 20 septembre 1586 à Londres, est un membre de la famille Babington connu pour être le chef de la conspiration de Babington, dont l'objectif était d'assassiner Élisabeth Ire d'Angleterre et de délivrer Marie Stuart pour la faire monter sur le trône.

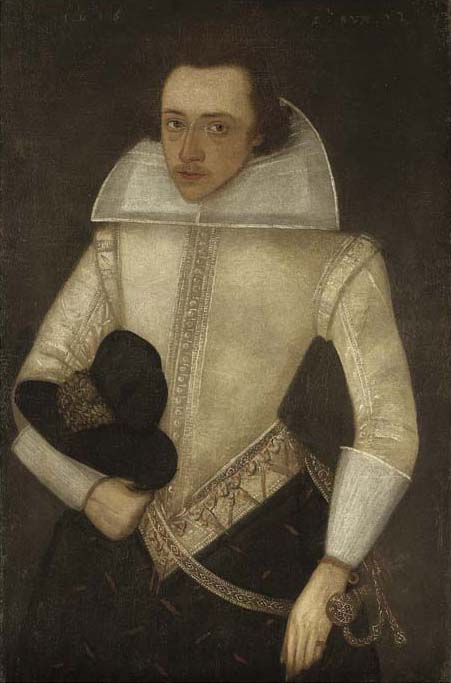
Portrait d'un jeune gentleman supposé être Anthony Babington.

## Biographie
Anthony Babington est né dans une famille de la gentry, celle de Sir Henry Babington et Mary Darcy, petite-fille de Thomas Darcy, 1er Baron Darcy de Darcy à Dethick Manor,  Dethick, dans le Derbyshire, en Angleterre. Il était leur troisième enfant et fils aîné. Son père est mort en 1571, quand Anthony avait neuf ans. Sa mère s'est remariée avec Henry Foljambe.
Anthony était sous la tutelle de sa mère, de son deuxième mari, Henry Foljambe et de Philip Draycot de Paynsley Hall, Cresswell, Staffordshire, son futur beau-père.
Publiquement protestante, la famille est, en vérité, restée de religion catholique.
Babington a été page du  comte de Shrewsbury. Le comte était à cette époque le geôlier de Marie, reine des Écossais. Il est probable que c'est à cette époque que Babington est devenu partisan de la cause de Mary qui souhaitait monter sur le trône d'Angleterre. En 1579, il était marié à Margery Draycot.

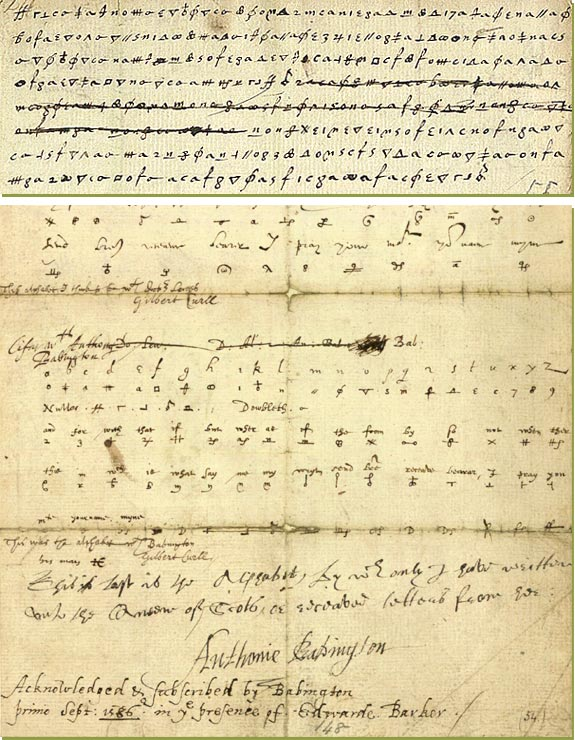
Post-scriptum chiffré de Mary, la reine d'Écosse, à Anthony Babington, d'après Thomas Phelippes.

Vers 1580, alors qu'il voyage sur le continent, il rencontre l'archi-conspirateur  Thomas Morgan. Il est alors incité à envoyer des courriers à Mary pendant qu'elle est encore détenue par son ancien maître, le comte de Shrewsbury. Il aide également le mouvement des prêtres dans les Midlands catholiques. 
Mais en 1586 Mary est confrontée au régime plus sévère de Tutbury et la fermeture conséquente de ses communications, le rôle de Babington comme agent de liaison prend fin. Deux fois, au début de 1586, il reçoit des lettres de France, destinées à Marie. Dans chaque cas, il refuse de « s'occuper davantage de ces affaires ». À cette époque, il envisage de quitter définitivement l'Angleterre et essaie d'obtenir un passeport avec son ami gallois, Thomas Salisbury. Il obtient une introduction auprès de Robert Poley, un homme doté de bons contacts politiques, en vue d'obtenir une « licence » pour rejoindre la France. À l'insu de Babington, Poley est un agent de Francis Walsingham, le secrétaire d'État, et a reçu l'ordre de s'infiltrer dans des cercles catholiques connus. Il a probablement omis intentionnellement d'obtenir un passeport pour Babington, et l'a plutôt persuadé que lui, Poley, était un sympathisant catholique et qu'on pouvait lui faire confiance. La confiance mal placée de Babington, et peut-être même son amour pour Poley, ont contribué à sa chute.
Pendant le règne d'Élisabeth, la cour était particulièrement préoccupée par l'éventuelle accession au trône de Mary Stuart. Ce fut une période de grande tension religieuse. Le Massacre de la Saint-Barthélemy a contribué à accroître la crainte d'un retour au catholicisme romain. Les forces de sécurité de la reine, dirigées par Sir Francis Walsingham, avec ses espions impitoyables et rusés comme Poley, étaient plus qu'efficaces dans leur travail. Au cours d'une des enquêtes de Walsingham, un suspect subversif nommé Gilbert Gifford est arrêté et interrogé. Pour éviter la punition, Gifford accepte d'agir en tant qu'agent double. Il prend contact avec l'ambassade de France à Londres et organise la contrebande de lettres de Mary Stuart à ses disciples, grâce à l'utilisation de fûts de bière. Gifford s'assure que Walsingham a accès à ces communications qui révèlent les demandes de Mary aux Français et aux Espagnols pour qu'ils interviennent en son nom.
Le 6 juillet 1586, Babington écrit à Mary Stuart, lui disant que lui et un groupe d'amis avaient l'intention d'assassiner Élisabeth et qu'elle (Mary Stuart) allait réussir sa conquête du trône. Les défenseurs de Babington (et de Mary Stuart) prétendent qu'au seizième siècle on a jugé que le meurtre de tyrans était moralement acceptable. Babington décide d'écrire à Mary pour demander son autorisation pour agir en sa faveur (Les catholiques croyaient que la prétention d'Élisabeth au trône était nulle parce qu'elle était la fille d'Anne Boleyn dont le mariage avec  Henry VIII était considéré comme illégal, en ce sens qu'ils n'acceptaient pas la légalité du divorce de Henry VIII de sa première femme, Catherine d'Aragon.)
Mary répond à Babington et souligne la nécessité d'obtenir l'aide étrangère pour que la tentative ait des chances de réussir. Cependant, elle laisse la question de l'assassinat à la responsabilité de Babington.
Pendant ce temps, l'implication grandissante de Babington dans le complot est signalée à Walsingham par Poley qui était à ce moment dans la confiance de Babington, bien qu'il ait été surpris alors qu'il recopiait une lettre de Mary. Ses fonctionnaires ont rassemblé des preuves suffisantes contre Babington et son équipe. Babington est dans la Tour de Londres, le 3 septembre, quand Burghley ordonne que ses biens et papiers soient saisis à Dethick. La maison est presque vide à l'exception de ses deux sœurs, Madeleine et Ellen et de sa fille de deux ans. Sa femme a fui. Babington (24 ans) et ses treize conspirateurs sont reconnus coupables de haute trahison et condamnés à être pendus, traînés en public et écartelés.
Son offre de 1 000 £ à Élisabeth, pour son pardon, est rejetée. L'exécution des sept premiers conspirateurs (y compris Babington, John Ballard et Chidiock Tichborne) a lieu le 20 septembre.
Les hommes condamnés, gardés dans la Tour de Londres, sont sortis de leurs cellules, attachés à des traîneaux et tirés par des chevaux dans les rues de Londres. En arrivant à un échafaudage spécialement érigé à St Giles Field, près de Holborn, ils sont pendus et écartelés. Après cela, le bourreau dissémine les parties de leurs corps en des lieux importants autour de la ville pour avertir la populace de toutes les conséquences de la déloyauté envers le monarque.
La dernière lettre de Babington à son ami et traître Poley ("adieu doux Robyn ...") est l'un des documents les plus saisissants de l'affaire.

## Résumé des faits
Poussé par le jésuite John Ballard, Anthony Babington trama, sous l'œil bienveillant de l'ambassadeur d'Espagne Bernardino de Mendoza, un complot dans le but d'assassiner la reine Élisabeth Ire et de délivrer Marie Stuart. Il écrivit à cette princesse afin d'obtenir son assentiment, mais la correspondance fut interceptée par le maître policier Francis Walsingham, et l'auteur et ses complices envoyés au supplice le 20 septembre 1586. Cette affaire servit de base à l'accusation de haute trahison qui mena Marie Stuart à l'exécution.

## Culture populaire
A Traveller in Time  d'Alison Uttley se déroule à Thackers, le nom fictif du manoir de Babington, actuellement à Dethick dans le Derbyshire. La narratrice Pénélope Taberner est témoin de l'implication grandissante du jeune Anthony Babington dans le complot en faveur de Mary, reine d'Écosse, alors que Pénélope se retrouve entre son monde des années 1940 et celui de 1582.
Le 2 décembre 2008, BBC Radio 4 a diffusé un "Afternoon Play" de Michael Butt intitulé "The Babington Plot" et réalisé par Sasha Yevtushenko. Avec Stephen Greif  en tant que « The Presenter », réalisé dans le style documentaire et raconté du point de vue de plusieurs des conspirateurs - certains authentiques, des espions du gouvernement qui avaient infiltré le groupe. Babington est décrit comme homosexuel ayant une relation avec Thomas Salisbury (joué par Sam Barnett). Robert Poley est joué par Burn Gorman.
Dans son roman Une colonne de feu, l'écrivain gallois Ken Follett fait intervenir Anthony Babington et donne une version de la conspiration.

## Acteurs ayant joué le rôle de Babington
- Eddie Redmayne a joué Babington dans le film de 2007, Elizabeth : The Golden Age.
- Geoffrey Streatfield a joué Babington dans la minisérie HBO,  Elizabeth I, avec Helen Mirren dans le rôle principal.
- Charles Rogers a joué Babington dans l'adaptation de la minisérie de la BBC : A Traveller in Time de Alison Uttley en 1978.
- David Collings a joué Babington dans la minisérie BBC de 1971 : Elizabeth R.
- Nicholas Agnew a joué Babington dans le documentaire de 2016 de la BBC : Bloody Queens : Elizabeth and Mary.

## Ancêtres
|  |                                                       |  |  |  |  |  |  |  |  |  |  |  |  |  |  |  |
|  | 16. Sir Thomas Babington of Dethick                   |  |  |  |  |  |  |  |  |  |  |  |  |  |  |  |
|  |                                                       |  |  |  |  |  |  |  |  |  |  |  |  |  |  |  |
|  |                                                       |  |  |  |  |  |  |  |  |  |  |  |  |  |  |  |
|  | 8. Sir Anthony Babington of Dethick                   |  |  |  |  |  |  |  |  |  |  |  |  |  |  |  |
|  |                                                       |  |  |  |  |  |  |  |  |  |  |  |  |  |  |  |
|  |                                                       |  |  |  |  |  |  |  |  |  |  |  |  |  |  |  |
|  | 17. Editha FitzHerbert, daughter of Ralph Fitzherbert |  |  |  |  |  |  |  |  |  |  |  |  |  |  |  |
|  |                                                       |  |  |  |  |  |  |  |  |  |  |  |  |  |  |  |
|  |                                                       |  |  |  |  |  |  |  |  |  |  |  |  |  |  |  |
|  | 4. Thomas Babington Esq of Dethick                    |  |  |  |  |  |  |  |  |  |  |  |  |  |  |  |
|  |                                                       |  |  |  |  |  |  |  |  |  |  |  |  |  |  |  |
|  |                                                       |  |  |  |  |  |  |  |  |  |  |  |  |  |  |  |
|  | 18. John Ormond                                       |  |  |  |  |  |  |  |  |  |  |  |  |  |  |  |
|  |                                                       |  |  |  |  |  |  |  |  |  |  |  |  |  |  |  |
|  |                                                       |  |  |  |  |  |  |  |  |  |  |  |  |  |  |  |
|  | 9. Elizabeth Ormond                                   |  |  |  |  |  |  |  |  |  |  |  |  |  |  |  |
|  |                                                       |  |  |  |  |  |  |  |  |  |  |  |  |  |  |  |
|  |                                                       |  |  |  |  |  |  |  |  |  |  |  |  |  |  |  |
|  | 19. Joan Chaworth                                     |  |  |  |  |  |  |  |  |  |  |  |  |  |  |  |
|  |                                                       |  |  |  |  |  |  |  |  |  |  |  |  |  |  |  |
|  |                                                       |  |  |  |  |  |  |  |  |  |  |  |  |  |  |  |
|  | 2. Sir Henry Babington of Dethick                     |  |  |  |  |  |  |  |  |  |  |  |  |  |  |  |
|  |                                                       |  |  |  |  |  |  |  |  |  |  |  |  |  |  |  |
|  |                                                       |  |  |  |  |  |  |  |  |  |  |  |  |  |  |  |
|  | 20. John Sacheverell of Morley                        |  |  |  |  |  |  |  |  |  |  |  |  |  |  |  |
|  |                                                       |  |  |  |  |  |  |  |  |  |  |  |  |  |  |  |
|  |                                                       |  |  |  |  |  |  |  |  |  |  |  |  |  |  |  |
|  | 10. Sir Henry Sacheverell                             |  |  |  |  |  |  |  |  |  |  |  |  |  |  |  |
|  |                                                       |  |  |  |  |  |  |  |  |  |  |  |  |  |  |  |
|  |                                                       |  |  |  |  |  |  |  |  |  |  |  |  |  |  |  |
|  | 21. Joan Stathum                                      |  |  |  |  |  |  |  |  |  |  |  |  |  |  |  |
|  |                                                       |  |  |  |  |  |  |  |  |  |  |  |  |  |  |  |
|  |                                                       |  |  |  |  |  |  |  |  |  |  |  |  |  |  |  |
|  | 5. Katherine Sacheverell                              |  |  |  |  |  |  |  |  |  |  |  |  |  |  |  |
|  |                                                       |  |  |  |  |  |  |  |  |  |  |  |  |  |  |  |
|  |                                                       |  |  |  |  |  |  |  |  |  |  |  |  |  |  |  |
|  | 22. Nicholas Montgomery IV of Cubley and Marston      |  |  |  |  |  |  |  |  |  |  |  |  |  |  |  |
|  |                                                       |  |  |  |  |  |  |  |  |  |  |  |  |  |  |  |
|  |                                                       |  |  |  |  |  |  |  |  |  |  |  |  |  |  |  |
|  | 11. Isabel Montgomery                                 |  |  |  |  |  |  |  |  |  |  |  |  |  |  |  |
|  |                                                       |  |  |  |  |  |  |  |  |  |  |  |  |  |  |  |
|  |                                                       |  |  |  |  |  |  |  |  |  |  |  |  |  |  |  |
|  | 23. Joan Delves                                       |  |  |  |  |  |  |  |  |  |  |  |  |  |  |  |
|  |                                                       |  |  |  |  |  |  |  |  |  |  |  |  |  |  |  |
|  |                                                       |  |  |  |  |  |  |  |  |  |  |  |  |  |  |  |
|  | 1. Anthony Babington                                  |  |  |  |  |  |  |  |  |  |  |  |  |  |  |  |
|  |                                                       |  |  |  |  |  |  |  |  |  |  |  |  |  |  |  |
|  |                                                       |  |  |  |  |  |  |  |  |  |  |  |  |  |  |  |
|  | 24. Sir William Darcy                                 |  |  |  |  |  |  |  |  |  |  |  |  |  |  |  |
|  |                                                       |  |  |  |  |  |  |  |  |  |  |  |  |  |  |  |
|  |                                                       |  |  |  |  |  |  |  |  |  |  |  |  |  |  |  |
|  | 12. Thomas Darcy, 1st Baron Darcy de Darcy            |  |  |  |  |  |  |  |  |  |  |  |  |  |  |  |
|  |                                                       |  |  |  |  |  |  |  |  |  |  |  |  |  |  |  |
|  |                                                       |  |  |  |  |  |  |  |  |  |  |  |  |  |  |  |
|  | 25. Euphemia Langton                                  |  |  |  |  |  |  |  |  |  |  |  |  |  |  |  |
|  |                                                       |  |  |  |  |  |  |  |  |  |  |  |  |  |  |  |
|  |                                                       |  |  |  |  |  |  |  |  |  |  |  |  |  |  |  |
|  | 6. George Darcy, 1st Baron Darcy of Aston             |  |  |  |  |  |  |  |  |  |  |  |  |  |  |  |
|  |                                                       |  |  |  |  |  |  |  |  |  |  |  |  |  |  |  |
|  |                                                       |  |  |  |  |  |  |  |  |  |  |  |  |  |  |  |
|  | 26. Sir Richard Tempest of Ribblesdale                |  |  |  |  |  |  |  |  |  |  |  |  |  |  |  |
|  |                                                       |  |  |  |  |  |  |  |  |  |  |  |  |  |  |  |
|  |                                                       |  |  |  |  |  |  |  |  |  |  |  |  |  |  |  |
|  | 13. Dousabella Tempest                                |  |  |  |  |  |  |  |  |  |  |  |  |  |  |  |
|  |                                                       |  |  |  |  |  |  |  |  |  |  |  |  |  |  |  |
|  |                                                       |  |  |  |  |  |  |  |  |  |  |  |  |  |  |  |
|  | 27. Mabel Strickland                                  |  |  |  |  |  |  |  |  |  |  |  |  |  |  |  |
|  |                                                       |  |  |  |  |  |  |  |  |  |  |  |  |  |  |  |
|  |                                                       |  |  |  |  |  |  |  |  |  |  |  |  |  |  |  |
|  | 3. Mary Darcy                                         |  |  |  |  |  |  |  |  |  |  |  |  |  |  |  |
|  |                                                       |  |  |  |  |  |  |  |  |  |  |  |  |  |  |  |
|  |                                                       |  |  |  |  |  |  |  |  |  |  |  |  |  |  |  |
|  | 28. Sir John Milton of Ashton                         |  |  |  |  |  |  |  |  |  |  |  |  |  |  |  |
|  |                                                       |  |  |  |  |  |  |  |  |  |  |  |  |  |  |  |
|  |                                                       |  |  |  |  |  |  |  |  |  |  |  |  |  |  |  |
|  | 14. John Melton of Ashton                             |  |  |  |  |  |  |  |  |  |  |  |  |  |  |  |
|  |                                                       |  |  |  |  |  |  |  |  |  |  |  |  |  |  |  |
|  |                                                       |  |  |  |  |  |  |  |  |  |  |  |  |  |  |  |
|  | 29. Alice Stanley                                     |  |  |  |  |  |  |  |  |  |  |  |  |  |  |  |
|  |                                                       |  |  |  |  |  |  |  |  |  |  |  |  |  |  |  |
|  |                                                       |  |  |  |  |  |  |  |  |  |  |  |  |  |  |  |
|  | 7. Dorothy Melton                                     |  |  |  |  |  |  |  |  |  |  |  |  |  |  |  |
|  |                                                       |  |  |  |  |  |  |  |  |  |  |  |  |  |  |  |
|  |                                                       |  |  |  |  |  |  |  |  |  |  |  |  |  |  |  |
|  | 30. Hugh Hastings, de jure 10e Baron Hastings         |  |  |  |  |  |  |  |  |  |  |  |  |  |  |  |
|  |                                                       |  |  |  |  |  |  |  |  |  |  |  |  |  |  |  |
|  |                                                       |  |  |  |  |  |  |  |  |  |  |  |  |  |  |  |
|  | 15. Catherine Hastings                                |  |  |  |  |  |  |  |  |  |  |  |  |  |  |  |
|  |                                                       |  |  |  |  |  |  |  |  |  |  |  |  |  |  |  |
|  |                                                       |  |  |  |  |  |  |  |  |  |  |  |  |  |  |  |
|  | 31. Anne Gascoigne                                    |  |  |  |  |  |  |  |  |  |  |  |  |  |  |  |
|  |                                                       |  |  |  |  |  |  |  |  |  |  |  |  |  |  |  |
|  |                                                       |  |  |  |  |  |  |  |  |  |  |  |  |  |  |  |

## Homonymie
- Sir Anthony Babington (?-1586)
- Anthony Babington (1586)

## Citation
Dans La Reine d'Écosse, Antoine de Montchrestien fait dire à  Élisabeth Ire à propos de sa rivale Marie Stuart :
« Elle brigue mon sceptre et minute ma mort. » (I, 52)